# Copa do Mundo de Rugby League de 1985-88
A Copa do Mundo de Rugby League de 1985-88 foi a nona edição do torneio. Começou oito anos depois da anterior.
Na busca por um formato ideal para a competição, que vinha tendo baixos públicos, a edição retomou em parte o utilizado na edição de 1975: como esta e ao contrário das demais antecessoras, não teve sede fixas e foi disputada por cinco seleções. A inovação maior foi realizar o torneio ao longo de quatro anos. A Austrália, que tradicionalmente é a seleção de rugby league mais forte do mundo, foi campeã pela sexta vez. Seria também o terceiro de seis títulos seguidos dos Kangaroos.
A edição só contou com cinco seleções participantes, em virtude da pequena difusão global em alto nível da modalidade: Austrália, França, Grã-Bretanha, Nova Zelândia, e, a partir dali, a Papua-Nova Guiné, único país que considera o rugby league como esporte nacional.
O formato seria mantido para a edição seguinte. Foi só durante a nona edição da Copa do Mundo de Rugby League que a Copa do Mundo de Rugby Union teve a sua primeira, em 1987.

## Resultados

### 1985
| 7 Julho       |      |           |                                       |
| Nova Zelândia | 18–0 | Austrália | Carlaw Park, Auckland Público: 15,327 |
|               |      |           | Carlaw Park, Auckland Público: 15,327 |

| 9 Novembro   |     |               |                                   |
| Grã-Bretanha | 6–6 | Nova Zelândia | Headingley, Leeds Público: 22,209 |
|              |     |               | Headingley, Leeds Público: 22,209 |

| 7 Dezembro |      |               |                                               |
| França     | 0–22 | Nova Zelândia | Stade Gilbert Brutus, Perpinhã Público: 5,000 |
|            |      |               | Stade Gilbert Brutus, Perpinhã Público: 5,000 |

### 1986
| 16 Fevereiro |       |              |                                         |
| França       | 10–10 | Grã-Bretanha | Parc des Sports, Avinhão Público: 4,000 |
|              |       |              | Parc des Sports, Avinhão Público: 4,000 |

| 29 Julho  |       |               |                                     |
| Austrália | 32–12 | Nova Zelândia | Lang Park, Brisbane Público: 22,811 |
|           |       |               | Lang Park, Brisbane Público: 22,811 |

| 17 Agosto        |       |               |                                                 |
| Papua-Nova Guiné | 24–22 | Nova Zelândia | Lloyd Robson Oval, Port Moresby Público: 15,000 |
|                  |       |               | Lloyd Robson Oval, Port Moresby Público: 15,000 |

| 4 Outubro        |       |           |                                                 |
| Papua-Nova Guiné | 12–62 | Austrália | Lloyd Robson Oval, Port Moresby Público: 17,000 |
|                  |       |           | Lloyd Robson Oval, Port Moresby Público: 17,000 |

| 22 Novembro  |       |           |                                     |
| Grã-Bretanha | 15–24 | Austrália | Central Park, Wigan Público: 20,169 |
|              |       |           | Central Park, Wigan Público: 20,169 |

| 13 Dezembro |      |           |                                                  |
| França      | 0–52 | Austrália | Stade d'Albert Domec, Carcassonne Público: 5,000 |
|             |      |           | Stade d'Albert Domec, Carcassonne Público: 5,000 |

| 14 Janeiro   |      |        |                                  |
| Grã-Bretanha | 52–4 | França | Headingley, Leeds Público: 6,567 |
|              |      |        | Headingley, Leeds Público: 6,567 |

### 1987
| 24 Outubro   |      |                  |                                    |
| Grã-Bretanha | 42–0 | Papua-Nova Guiné | Central Park, Wigan Público: 9,121 |
|              |      |                  | Central Park, Wigan Público: 9,121 |

| 15 Novembro |      |                  |                                                  |
| França      | 21–4 | Papua-Nova Guiné | Stade d'Albert Domec, Carcassonne Público: 5,000 |
|             |      |                  | Stade d'Albert Domec, Carcassonne Público: 5,000 |

### 1988
| 22 Maio          |       |              |                                                 |
| Papua-Nova Guiné | 22–42 | Grã-Bretanha | Lloyd Robson Oval, Port Moresby Público: 12,107 |
|                  |       |              | Lloyd Robson Oval, Port Moresby Público: 12,107 |

| 9 Julho   |       |              |                                                 |
| Austrália | 12-26 | Grã-Bretanha | Sydney Football Stadium, Sydney Público: 15,944 |
|           |       |              | Sydney Football Stadium, Sydney Público: 15,944 |

| 10 Julho      |       |                  |                                      |
| Nova Zelândia | 66–14 | Papua-Nova Guiné | Carlaw Park, Auckland Público: 8,392 |
|               |       |                  | Carlaw Park, Auckland Público: 8,392 |

| 20 Julho  |      |                  |                                                |
| Austrália | 70–8 | Papua-Nova Guiné | Eric Weissel Oval, Wagga Wagga Público: 11,685 |
|           |      |                  | Eric Weissel Oval, Wagga Wagga Público: 11,685 |

| 20 Julho      |       |              |                                                   |
| Nova Zelândia | 12–10 | Grã-Bretanha | Addington Showground, Christchurch Público: 8,525 |
|               |       |              | Addington Showground, Christchurch Público: 8,525 |

### Pontuação corrida
| Seleção          | Jogos | Vitórias | Empates | Derrotas | Pontos Pró | Pontos Contra | Saldo | Pontos |
| ---------------- | ----- | -------- | ------- | -------- | ---------- | ------------- | ----- | ------ |
| Austrália        | 7     | 5        | 0       | 2        | 252        | 91            | +161  | 121    |
| Nova Zelândia    | 7     | 4        | 1       | 2        | 158        | 86            | +72   | 111    |
| Grã-Bretanha     | 8     | 4        | 2       | 2        | 203        | 90            | +113  | 10     |
| Papua-Nova Guiné | 7     | 1        | 0       | 6        | 84         | 325           | −241  | 41     |
| França           | 5     | 1        | 1       | 3        | 35         | 140           | −105  | 3      |

1Recebeu dois pontos pelo não-cumprimento de datas pela França em 1987

### Final
| 9 de Outubro de 1988 |       |           |                                                           |
| Nova Zelândia        | 12–25 | Austrália | Eden Park, Auckland Público: 47,363 Árbitro: Graham Ainui |
|                      |       |           | Eden Park, Auckland Público: 47,363 Árbitro: Graham Ainui |